# Polydesmus raffardi
Polydesmus raffardi är en mångfotingart som beskrevs av Henri W. Brölemann 1905. Polydesmus raffardi ingår i släktet Polydesmus och familjen plattdubbelfotingar. Inga underarter finns listade i Catalogue of Life.